# Tomosvaryella xerophila
Tomosvaryella xerophila är en tvåvingeart som beskrevs av Hardy 1943. Tomosvaryella xerophila ingår i släktet Tomosvaryella och familjen ögonflugor. Inga underarter finns listade i Catalogue of Life.